# Kuyucu Murat Paixà
Kuyucu Murat Paşa (1520- Çulek, 5 d'agost del 1611) fou un gran visir otomà d'origen croata. El seu nom Kuyucu deriva de "kuyu", rasa, per les que va fer obrir a Anatòlia per enterrar els rebels djelalis.
Educat al palau fou patrocinat per Mahmud Paixà, beglerbegi del Iemen i Egipte del que fou khetkhuda (156-1569). Va ser beglerbegi del Iemen vers 1576-1580 però deposat per corrupció i empresonat un temps. Després fou nomenat beglerbegi de Trípoli de Síria. i més tard de Karaman càrrec que tenia el 1585 quan va participar en la campanya de Tabriz en la qual fou fet presoner per les forces del general persa Hamza Mirza. Fou alliberat quan es va signar la pau el 1590 i fou nomenat governador de Xipre, després de Trípoli de Síria (1592), de Damasc (1593) i del Diyar Bakr (1595), participant en la campanya d'Eğri de 1596 i després a la de Menzö-Keresztes al mateix any. Va restar al front hongarès fins a l'11 d'octubre de 1599 quan va ser part de l'equip negociador de la pau junt amb Mehmed Agha o un delegat del kan de Crimea, que va tenir converses amb els imperials a Vácz (Waitzen) i a Parkany (Çiğerdelerı).
Quan Ahmet I va pujar al tron el 21 de desembre del 1603 fou nomenat beglerbegi de Rumèlia i governador militar de Buda (Budin). El 12 d'octubre de 1605 fou nomenat membre del gabinet imperial com a quart visir. A la mort del gran visir Sokolluzade Lala Mehmed Pasha el 21 de juny de 1606 fou nomenat comandant en cap del front occidental, i va optar per la pau i va negociar un tractat a Zsitvatorok entre el 20 d'octubre i l'11 de novembre de 1606. L'exèrcit otomà va poder ser així enviat a l'est on Abbas I el Gran de Pèrsia havia declarat la guerra (1603) i Anatòlia estava afectada per la revolta dels djelalis.
L'11 de desembre de 1606 fou nomenat gran visir al lloc de Derwix Paixà amb la recomanació del Shaykh al-Islam Şun Allah Efendi. Murad va sortir de Belgrad, on es trobava i va arribar a Istanbul el 13 de febrer de 1607. Nomenat comandant en cap al front oriental, va sortir d'Üsküdar el 2 de juliol de 1607 per combatre els rebels d'Anatòlia i Síria (principalment Kalenderoghlu Mehmed Paixà a Ankara, Muslu Cawush a Silifke i Djanbulatoghlu Ali al sandjak de Killis entre Adana i Alep). Va derrotar a Djemshid (lloctinent de Djanbulatoghlu) prop d'Adana i va enfrontar al cap rebel a l'Oruç Owasi prop de Baylan a la regió d'Antioquia (23 d'octubre de 1607) i el rebel (auxiliat per Fakhr al-Din II del Líban) fou derrotat i les seves forces massacrades. Djabulatoghlu Ali va poder fugir a Alep i després va anar a Istanbul
A la primavera Kuyucu Murat Paşa va marxar contra Kalenderoghlu Mehmed Paixà i va arribar a Alaçayir al Göksün Yayla on el rebel tenia vint mil homes. El 5 de juliol de 1608 es va lliurar el combat i el rebel fou derrotat i es va refugiar a Pèrsia. El darrer cap djelali rebel destacat, Tawil-oghlu Mustafa fou derrotat i capturat en un combat al coll de Kara Hasan, prop de Kara Hisar-i Sharki (Shabin Kara Hisar); després van seguir centenars d'execucions. El sultà li va ordenar restar als seus quartes a Anatòlia però va retornar a Istanbul a la segona quinzena de desembre del 1608. L'any següent va fer altre cop campanya contra els djelalis encara rebels a Aidin, Saruhan i Silifke. Yússuf Paixà i Muslu Cawush foren derrotats i fets presoners, sent després executats.
El maig de 1610 va iniciar campanya contra els perses i va reconquerir els territoris perduts a Transcaucàsia. El 16 de setembre de 1610 es va reunir a Erzurum amb Shams al-Din Aka, enviat de la cort safàvida, que portava propostes de pau sobre la base del tractat d'Amasya del 1555, però els otomans exigien tots els territoris que havia conquerit Murat III. Sense trencar les converses Murat va avançar cap a Kars i va seguir cap a Çaldiran, Khoy i Salmas fins a Tabriz que els perses van evacuar. Els dos exèrcits es van trobar a Adji Çay al nord de Tabriz (11 de novembre de 1610) però abans de combatre es van reprendre les negociacions però sense acord. Murat estava en situació més difícil que el xa, perquè allunyat de les seves bases els seus abastiments eren irregulars, i com que les forces del xa demoraven el combat es va haver de retirar cap al Diyar Bakr el 16 de novembre de 1610, retornant després a Istanbul.
Va retornar a Anatòlia el 1611 i va establir quarter general a Çulek on va morir sobtadament a l'agost. Fou enterrat a Istanbul.